# Johann Král
Johann Král (* 16. Mai 1823 in Kolinetz/Böhmen; † 10. Juni 1912 in Wien) war ein böhmischer Viola-Spieler, der auch mit der Viola d’amore auftrat.

## Leben
Johann Král studierte 1839 bis 1843 Violine am Prager Konservatorium bei Friedrich Wilhelm Pixis und war 1842 bis 1850 Mitglied des Prager Ständetheaters. In dieser Zeit trat er mehrfach im Leipziger Gewandhaus und am Weimarer Hof mit der Viola d’amore auf.
1851 ging er nach Wien und war dort bis 1885 Solobratscher an der Wiener Hofoper.

## Schriften (Auswahl)
- Anleitung zum Spiele der Viole d’amour (Liebesgeige). Theoretisch-practisches Lehrbuch für Violinspieler mit Rücksicht auf den Selbstunterricht und einem Anhange von Unterhaltungsstückchen op. 10, Wien: C. A. Spina 1870